# Controverse over de opwarming van de Aarde

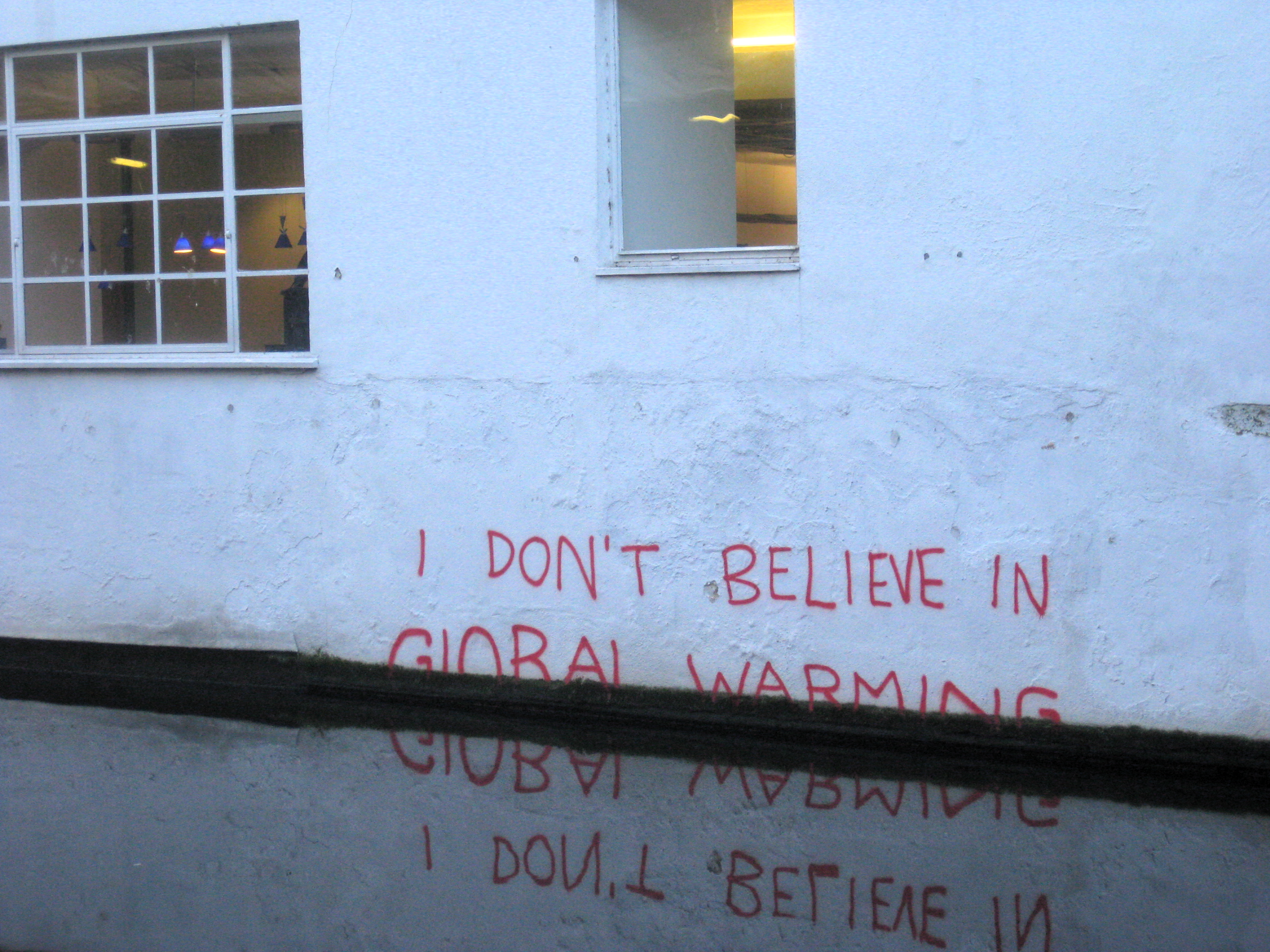
Kritiek op klimaatontkenning door Banksy

De controverse over de opwarming van de Aarde, ook wel het klimaatdebat of de klimaatcontroverse genoemd, is de verscheidenheid van geschillen over de aard, oorzaken en gevolgen van de opwarming van de Aarde (de recente klimaatverandering). Deze controverse heerst hoofdzakelijk in het publieke debat en op sociale media, terwijl er in de wetenschap reeds jaren een brede consensus is over deze aard, oorzaak en gevolgen. De controverse werd onder meer aangewakkerd door desinformatie vanuit de olie- en energiesector.

## Klimaatscepsis

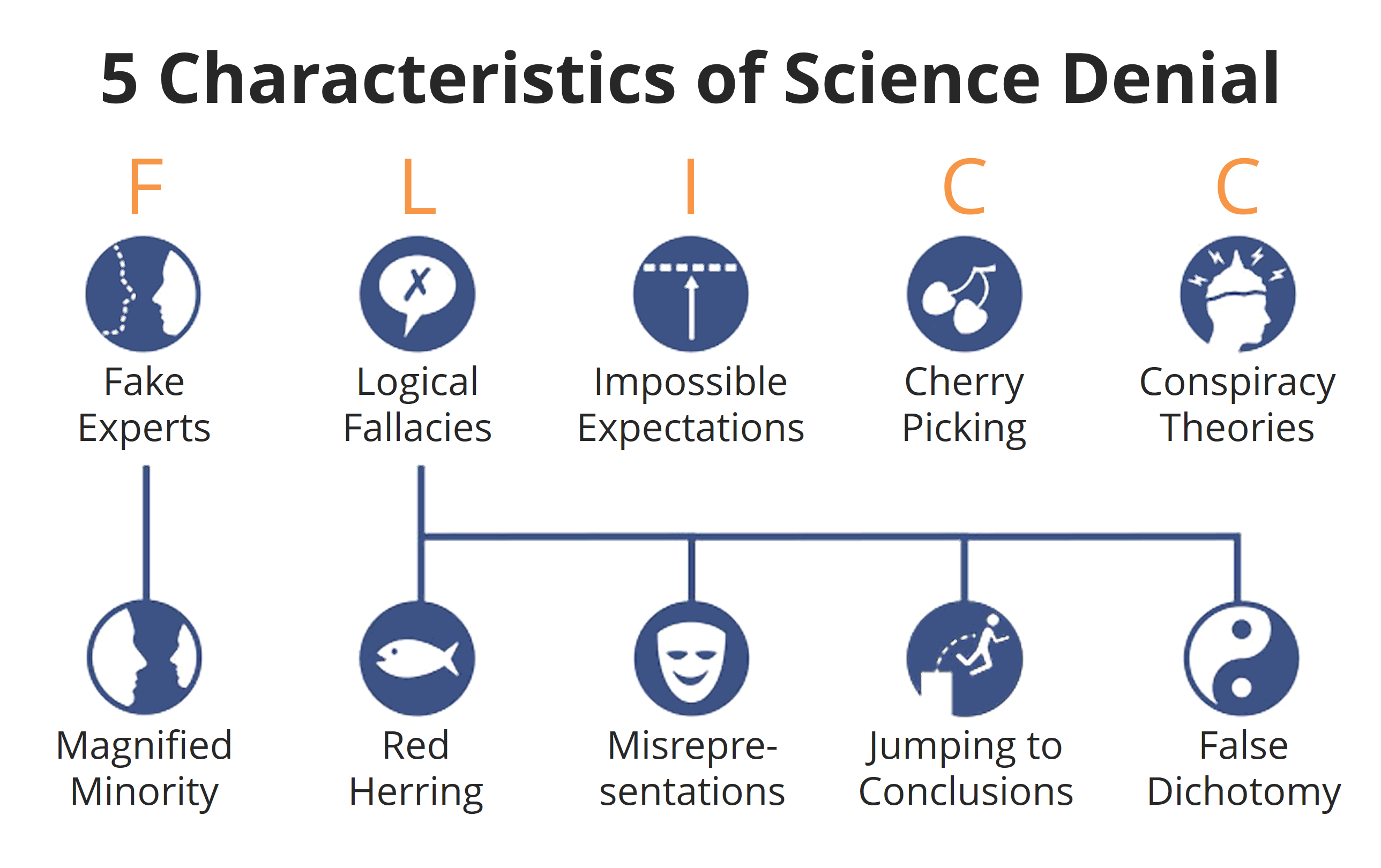
Eigenschappen van wetenschapsontkenning

Klimaatscepsis of klimaatontkenning is het betwijfelen, afwijzen of ontkennen van de door de mens veroorzaakte klimaatverandering. Het fenomeen kwam vanaf 1988 op in de Verenigde Staten als reactie van het bedrijfsleven tegen een groeiende politieke consensus rond klimaatbeleid. Het heeft sindsdien ook in andere landen de kop opgestoken. Achterdocht tegen de wetenschappelijke consensus over klimaatverandering kan verschillende vormen aannemen: ontkennen of betwijfelen van de opwarming zelf; van de omvang ervan, in vergelijking met eerdere schommelingen in het klimaat; van de menselijke invloed op de opwarming; of van de gevolgen van de opwarming en de noodzaak om er wat aan te doen.
Mensen die de wetenschappelijk breed gedragen kennis over klimaatverandering in twijfel trekken, noemen zichzelf soms klimaatscepticus of klimaattwijfelaar, waarbij ze hun benadering presenteren als een vorm van wetenschappelijk scepticisme. Hun tegenstanders zien dit echter eerder als pseudoscepticisme, zij wijzen erop dat vaak dezelfde, eerder ontkrachte argumenten worden ingebracht en dat detailkritiek op klimatologische kennis wordt uitvergroot. Daarom gebruiken zij soms liever een term als klimaatveranderingsontkenner, dikwijls verkort tot klimaatontkenner (climate change denier of climate denier), een meer pejoratieve term die refereert aan andere vormen van negationisme.
Klimaatveranderingsontkenning kan ook in impliciete vorm aanwezig zijn, wanneer individuen of groepen het wetenschappelijk bewijs wel aanvaarden, maar dit niet omzetten in daadwerkelijke actie.
In 2018 zou volgens een opinieonderzoek van EenVandaag de twijfel over klimaatverandering zijn gegroeid onder Nederlanders, waarbij drie op de tien mensen niet gelooft dat de verandering van het klimaat door de mens zou worden veroorzaakt. Volgens psychologen zou het struisvogelgedrag zijn en te maken hebben met een innerlijk conflict tussen het rationele en emotionele deel in de hersenen, ook wel cognitieve dissonantie.
In 2019 was klimaatscepsis, althans in Nederland, echter duidelijk op zijn retour. Hoofdredacteur Gert-Jaap Hoekman van NU.nl gaf in februari 2019 aan dat reacties op NUjij die klimaatverandering een hoax noemen of dat koolstofdioxide geen invloed heeft op de opwarming van de aarde verwijderd zullen worden. Volgens Hoekman worden er in de reacties vooral onwaarheden verkondigd en moest er na het uitkomen van recent nieuws de eigen huisregels worden nageleefd. Dit nieuws verwijst naar het overschrijden van de statistische gouden standaard van 5-sigma voor zekerheid over de invloed van de mens op het klimaat. Dit betekent dat de kans dat de waargenomen klimaatverandering geen gevolg is van menselijke invloed statistisch gezien kleiner is dan één op de 3,5 miljoen.

### Morele ontkoppeling
Klimaatontkenning kent meer mechanismes van morele ontkoppeling. Zo worden de gevolgen gebagatelliseerd, genegeerd of vertekend door een overdreven optimisme. Cognitieve dissonantie maakt het negeren van schadelijke effecten makkelijker. Ook kan morele rechtvaardiging gevonden worden door slecht gedrag goed te praten door eerder goed gedrag aan te halen. Compensatie door een enkele goede daad zou voldoende zijn. Door het omstandereffect en uitspreiden en verplaatsen van verantwoordelijkheid wordt er geen persoonlijke verantwoordelijkheid gevoeld om actie te ondernemen. Verzachtende vergelijkingen kunnen leiden tot het dilemma van de collectieve actie en kuddegedrag waarbij vooral gewezen wordt naar anderen. Het inperken van vrijheden, zowel vermeend als werkelijk, kan psychologische reactantie - verzet - tot gevolg hebben waarbij de druk om een bepaalde attitude aan te nemen het tegenovergestelde effect heeft.

### Klimaatscepsis en gender
Het verband tussen klimaatscepsis en gender, meer bepaald masculiniteit, werd reeds langer gerapporteerd, en sedert 2017 ook wetenschappelijk onderzocht. De historisch eerder patriarchale en destructieve houding van het rijke Noorden tegenover de natuur, die verantwoordelijk wordt geacht voor een groot deel van de klimaatproblematiek, zien wetenschappers door de klimaatbeweging bijgestuurd naar een meer ecologische en (milieu)zorgende instelling. Deze dynamiek wordt ook gevoed door het ecofeminisme.
Ook het effect van sociale dominantie op politiek conservatisme en gender bij klimaatsceptici is onderzocht, en in sommige gevallen aangetoond.

### Klimaatscepsis en politiek conservatisme
Mensen hebben de neiging om informatie die niet past bij hun politieke overtuiging te negeren, zelfs wanneer deze informatie door wetenschappers, gebaseerd op de beschikbare evidentie, als feiten worden beschouwd. Dit kan een psychologische verwerping van wetenschap zijn, wanneer de wetenschap impliciet wordt verworpen, of een ideologische verwerping van wetenschap, wanneer de politieke ideologie expliciet de wetenschap verwerpt. Zo beschouwen in de VS 94% van de liberale vleugel van de Democraten klimaatverandering als een bedreiging, maar slechts 19% van de conservatieve vleugel van de Republikeinen.
In Nederland voedt Forum voor Democratie (FvD) de twijfel door de rol van CO2 in de opwarming te beschrijven als "de mogelijke rol van CO2", terwijl hierover geen twijfel bestaat onder wetenschappers. De Partij voor de Vrijheid (PVV) minimaliseert de klimaatopwarming door te stellen dat “De mens is verantwoordelijk voor slechts een paar procent van alle CO2 in de atmosfeer” (In realiteit was de concentratie CO2 gedurende millennia ongeveer 280 ppm maar de mens is verantwoordelijk voor de stijging naar de huidige 412 ppm, wat overeenkomt met een stijging van bijna 50%). Deze verwerping van de wetenschappelijke informatie wordt teruggevonden bij de visie van hun kiezers. In Nederland maken 69% van de kiezers zich “enige” tot “veel” zorgen over de uitstoot van broeikasgassen en de klimaatverandering. Dit percentage zakt naar 40% bij PVV-stemmers, 32% bij SGP-stemmers en 23% bij FvD-stemmers. In België vinkten 11% van de kiezers klimaat aan als een van de twee belangrijkste thema’s voor een stemkeuze, maar was dit slechts 5% bij N-VA stemmers en 2% bij Vlaams Belang stemmers.

## Wetenschappelijke consensus

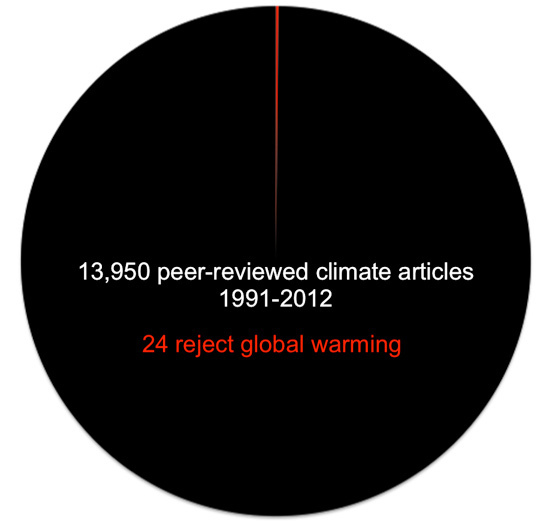
Slechts een miniem aandeel van wetenschappelijke artikels tussen 1991 en 2012 verwerpt de opwarming van de Aarde

Twijfel over de klimaatverandering wordt significant meer aan de orde gesteld in de populaire media door enkele spraakmakende critici, dan in de wetenschappelijke literatuur.
Uit verschillende onderzoeken blijkt dat 90-100% van de klimaatwetenschappers de consensus deelt dat het klimaat verandert en dat dit wordt veroorzaakt door invloed van de mens. zij die deze consensus niet volgen, publiceren gemiddeld minder wetenschappelijke studies over dit onderwerp en worden als minder prominent beschouwd. Uit het onderzoek van Cook et al. bleek dat de consensus in de periode 1991-2011 langzaam toenam. De consensus lag in 2019 dichter bij 99%.
Slechts een beperkt deel van de kritiek is gepubliceerd in peer reviewed tijdschriften, waardoor de wetenschappelijke waarde ervan onduidelijk is. Erger nog, bewezen beïnvloeding door grote belanghebbenden doet de vraag rijzen of de controverse niet kunstmatig tot stand gebracht is.

## Wetenschappelijke argumenten
De betwiste kwesties omvatten de oorzaken van de toegenomen mondiale gemiddelde luchttemperatuur, vooral sinds het midden van de 20e eeuw, of deze opwarmingstrend ongekend is of binnen de normale klimaatschommelingen valt, of de mensheid aanzienlijk heeft bijgedragen, en of de stijging geheel of gedeeltelijk een artefact is van slechte metingen. Andere geschillen hebben betrekking op schattingen van de klimaatgevoeligheid, voorspellingen van extra opwarming, en wat de gevolgen van de opwarming van de Aarde zal zijn.

### Waarnemingen
Kritiek op waarnemingen richt zich onder andere op het effect van het hitte-eilandeffect, het effect van slechte meetstations en op vermeend gesjoemel met de mondiale datasets.
Stedelijke gebieden zijn doorgaans warmer en sceptici beweren dat de gestage groei van steden rondom meetstations de stijging in gemeten temperatuur verklaart. Dit werd echter in meerdere studies weerlegd, die aantoonden dat steden inderdaad warmer zijn, maar ook dat in zowel stedelijke als landelijke gebieden de temperatuur op gelijke wijze steeg. Bovendien wordt de opwarming ook vastgesteld in meetstations op afgelegen eilanden of uitgestrekte natuurgebieden.
In 2005 ontstond er controverse over de statistische methodes gebruikt voor het berekenen van de "hockeystick" curve, gepresenteerd in o.a. het derde rapport van het IPCC. Deze kritiek werd in de wetenschappelijke literatuur weerlegd. Verschillende andere studies hebben sindsdien met verschillende andere statistische methodes de algemene vorm van deze curve bevestigd. Klimaatsceptici blijven echter verwijzen naar de controverse uit 2005, zonder rekening te houden met al het verdere onderzoek dat de hockeystickcurve heeft bevestigd en dat deze controverse heeft weerlegd.
Temperatuurreeksen worden soms aangepast om te corrigeren voor een extern effect op de gemeten temperatuur. Dit bijvoorbeeld om de effecten van een veranderde meetmethode of verplaatsen van een meetstation te compenseren. Wanneer je je thermometer bijvoorbeeld hoger hangt, zul je andere resultaten krijgen dan voorheen. Dergelijke correctie wordt vervolgens met enige regelmaat aangehaald als bewijs van vermeend gesjoemel maar is in realiteit jusist bedoeld om een meer betrouwbare langetermijntrend te kunnen vaststellen.
In 2010 werd Berkerley Earth opgericht door een aantal wetenschappers die sceptisch stonden tegenover de temperatuurmetingen van NASA en andere nationale instituten. Ze onderzochten veelgehoorde kritiek op de temperatuurreeksen, zoals het effect van het hitte-eilandeffect en lage kwaliteit van verschillende temperatuurstations. Tot hun verbazing waren de uitkomsten van hun analyse vergelijkbaar met de standaardtemperatuurreeksen.

### Vertraagde opwarming 1998-2012
In het vijfde IPCC-verslag stond dat in de periode tussen 1998 en 2012 de gemiddelde temperatuur ongeveer 0,055 °C per decennium steeg, vergeleken met een stijging van 0,12 °C per decennium in de periode ervoor. Er werd gesteld dat dit consistent is met de natuurlijke variabiliteit van het klimaat. Bovendien was het jaar 1998 een extreem warm El Niño-jaar en dus geen goed referentiejaar. Deze vertraging in de opwarming werd ook wel een hiatus genoemd en is voor enkelen aanleiding om te beweren dat de opwarming van de Aarde gestopt was.
Uit verschillende onderzoeken van 2015 bleek dat deze hiatus een artefact was van de kleine hoeveelheid metingen in het noordpoolgebied en een gevolg van de overstap naar een nauwkeurigere methode van metingen van schepen. De verklaring van deze vertraagde opwarming kan niet gevonden worden in een zwakker broeikaseffect: er komt consistent meer straling binnen dan er wordt uitgezonden door de aarde. Er werden een aantal mogelijke oorzaken aangedragen: extra warmte opgenomen is door de Stille Oceaan of meer weerkaatsing van zonlicht door luchtvervuiling (aerosolen) in China.

### Oorzaak van de opwarming

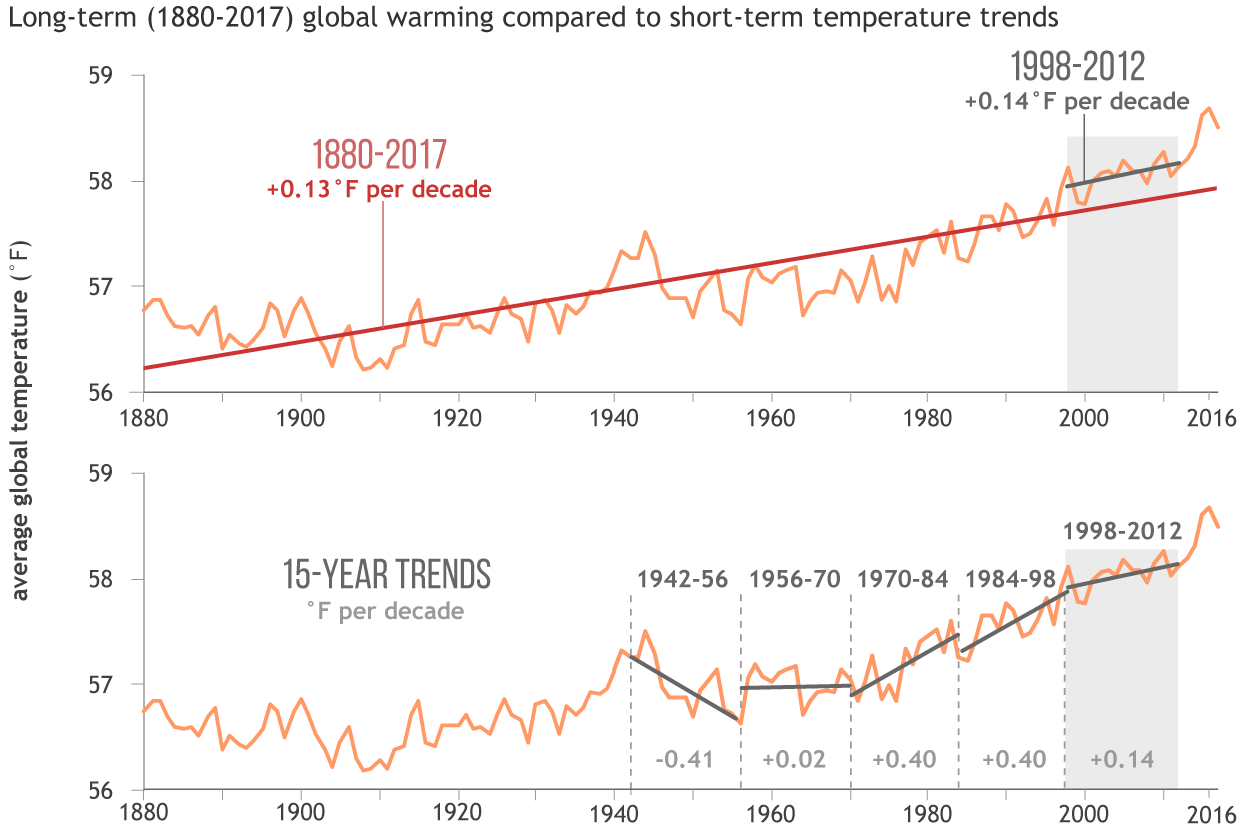
Klimaatsceptici beweren vaker dat er hiaten in de opwarmingstrend zitten of dat de opwarming een tijdlang gestopt is. Dit is echter het resultaat van normale cyclische temperatuurschommelingen bovenop de daadwerkelijke trend, zoals zichtbaar in dit figuur.

Uit ijskernboringen blijkt dat in het geologisch verleden het begin van de temperatuurstijging vaak zo'n 200 à 1.200 jaar vooruit liep op een stijging van de CO2-concentratie. Deze initiële natuurlijke temperatuurstijgingen kunnen verklaard worden door de Milanković-cycli. Door deze natuurlijke opwarming kwam er CO2 vrij uit de oceanen, die bij warmere temperaturen minder CO2 kunnen bevatten, en als een positieve terugkoppeling diende waardoor een verhoogde hoeveelheid CO2 ook in het verleden heeft bijgedragen aan opwarming van de Aarde. Het algemeen inzicht is nu dat de huidige toename van CO2 voornamelijk wordt veroorzaakt door verbranding van fossiele brandstoffen (zie Broeikaseffect voor een verdere toelichting). Deze stijging is ditmaal de oorzaak van de opwarming, terwijl dit in het geologisch verleden een gevolg was.
De veranderende intensiteit van kosmische straling of verandering in zonneactiviteit wordt door critici (zoals Henrik Svensmark) als de werkelijke primaire oorzaak van de opwarming gezien. (Zie ook Invloed van zonnevlekken op het klimaat). De impact van deze en andere natuurlijke factoren blijkt echter veel beperkter te zijn dan die van de verschillende antropogene factoren.

### Klimaatmodellen
Zoals beschreven onder Modellen zijn klimaatmodellen nog niet goed in staat om klimaatveranderingen op subcontinentale schaal te beschrijven. Lange tijd was de gesimuleerde opwarming van de troposfeer in de tropen niet conform de waarnemingen. Er moet worden opgemerkt dat metingen hier erg moeilijk zijn vanwege de hoogte vanaf het aardoppervlak en de grote variabiliteit in temperatuur op die hoogte. Een nieuwe analyse van de meetgegevens uit 2015 was wel in overeenstemming met de klimaatmodellen en de verwachtingen.
De klimaatmodellen gaan voor hun langetermijnprognoses uit van een aantal uiteenlopende demografische en economische groeiscenario's die de Verenigde Naties (VN) hanteert.
Een analyse van de verwachte klimaatopwarming door modellen gepubliceerd in 1970 tot 2007, bleek vrij goed overeen te komen met de gemeten mondiale temperatuurstijging wanneer in deze oude modellen rekening werd gehouden met de effectief uitgestoten broeikasgassen.
Een aantal klimaatmodellen blijken wel een overschatting te maken van de opwarming. In het IPCC-rapport van 2021 wordt er daarom gewerkt met modellen die gecorrigeerd worden door rekening te houden met de reëel gemeten temperaturen van de vorige decennia.
Sceptici beweren dat er geen enkel bewijs is voor antropogene klimaatopwarming, omdat de modellen onbetrouwbaar zijn en de verwachte temperatuurstijging overschatten. Zij negeren hierbij wel dat deze overschatting slechts bij een deel van de modellen zo is, dat de historische modellen reeds een vrij goede schatting gaven en ondertussen nog verbeterd zijn, en dat de bewijzen voor de klimaatopwarming op veel meer berusten dan alleen deze modellen. Om hun bewering dat klimaatmodellen de temperatuurstijging overschatten te staven, verwijzen de sceptici vaak naar een grafiek geproduceerd door de scepticus John Christy. Christy heeft deze grafiek nooit in een wetenschappelijke publicatie gepresenteerd en hij blijkt heel wat statistische onregelmatigheden te hebben toegepast om zo een wetenschappelijk onverantwoorde, misleidende, grafiek te bekomen.

### Klimaatgevoeligheid
Een van de factoren waarmee de grootte van de toekomstige temperatuurstijging wordt geschat, is de klimaatgevoeligheid. Dit is de toename van de gemiddelde temperatuur aan het aardoppervlak na een verdubbeling van de concentratie CO2-equivalent in de atmosfeer, waarbij rekening gehouden wordt met terugkoppelingen in het klimaatsysteem. In haar vierde rapport schatte het IPCC de klimaatgevoeligheid tussen de 2,0 en 4,5 °C. In het vijfde rapport van het IPCC werd die schatting bijgesteld naar 1,5 tot 4,5 °C. In het zesde rapport van het IPCC kon dit worden aangescherpt naar 2,5 tot 4,0 °C.
In 2014 publiceerde Global Warming Policy Foundation (een lobbygroep die sceptisch is over klimaatbeleid) een rapport met lagere schattingen van de klimaatgevoeligheid. De auteurs stelden dat studies die het IPCC gebruikte om tot de inschatting te komen ongeschikte data bevatten en een verkeerde statistische basis kennen. Door strengere criteria te hanteren voor de selectie van studies meenden ze te kunnen concluderen dat er slechts één studie bestond met een betrouwbare waarde voor de klimaatgevoeligheid. Deze waarde zou zo slechts 1,6 °C bedragen. Klimaatwetenschapper Steven C Sherwood (Climate Change Research Centre) stelde dat de auteurs van dit GWPF-rapport zich schuldig maakten aan selectief winkelen door criteria te nemen die sturen naar deze ene studie van Piers Forster en Jonathan Gregory. Piers Forster gaf aan zelf niet te denken dat hun uitkomsten robuuster waren, aangezien ze in hun onderzoek grove aannames hadden gemaakt en laagkwalitatieve data hadden gebruikt.

## Adaptatie versus mitigatie
Dit kritiekpunt betreft de implicaties van de opwarming van de Aarde. Geoloog Salomon Kroonenberg relativeert de IPCC-conclusies, omdat volgens hem over 10.000 jaar het interglaciaal afloopt en de aarde dan sowieso weer afkoelt. Hij stelt dat we beter kunnen investeren in hogere dijken dan in het terugdringen van broeikasgasemissies. Klimaatscepticus en politicoloog Bjørn Lomborg wijst op de hoge kosten van het terugdringen van de uitstoot van broeikasgassen en propageert ook aanpassingen aan klimaatverandering. Volgens de Stern Review en de IPCC is mitigatie wel kosteneffectief.
Sommige onderzoekers verwachten al voor de helft van deze eeuw een mondiale voedselcrisis, onder andere door de negatieve gevolgen van klimaatverandering.

## Politiek en lobbywerk

### Kritiek op het IPCC
Volgens klimaatsceptici zou het IPCC niet onafhankelijk zijn en kritiek van sommige wetenschappers zou niet opgenomen zijn in de eindrapportages. De commissie economische zaken van de House of Lords had in 2005 twijfel of de IPCC emissiescenario's en de samenvattingen wel vrij waren van politieke invloed. Deze twijfels werden later verworpen door de Britse regering. Sommige critici hebben daarentegen hun zorgen geuit dat de rapporten van het IPCC de neiging hebben de gevolgen en risico's van klimaatverandering te onderschatten. Over het algemeen blijkt echter dat de meeste klimaatwetenschappers die niet betrokken zijn bij het IPCC, dezelfde opvattingen hebben over de oorzaak en de gevolgen van klimaatopwarming als de collega's die wel betrokken zijn bij het IPCC.

### Controverse rond gestolen e-mails van klimaatwetenschappers
Eind november 2009, aan de vooravond van de klimaatconferentie van Kopenhagen, werden meer dan duizend vertrouwelijke e-mails van wetenschappers van de afdeling klimaat van de universiteit van East Anglia gehackt en gepubliceerd. Dit incident werd door sommigen climategate gedoopt. De wetenschappelijke communicatie leek te suggereren dat er sprake was van fraude met de interpretatie van meetgegevens en dat de wetenschappers aldus de ernst van het eventuele klimaatprobleem overdreven. De VN liet onderzoek doen naar de handel en wandel van deze wetenschappers en hun instituut.
Vanuit verschillende andere internationale onderzoeken naar de kwestie kwam enige kritiek op de manier waarop de wetenschappers met informatieverzoeken waren omgegaan. In alle gevallen luidde de hoofdconclusie van deze onderzoeken dat losse fragmenten uit de e-mails uit hun verband getrokken waren en dat de onderzoekers geen informatie hadden achtergehouden, vervalst, verdraaid of gemanipuleerd. De hele affaire deed dan ook niets af aan de conclusie dat de mens bijdraagt aan de opwarming van de Aarde.

### Intimidatie van klimaatwetenschappers
Pogingen om klimaatwetenchappers in een ongunstig daglicht te stellen, namen vooral toe na Climategate, een controverse uit 2009, waaruit moest blijken dat klimaatwetenschappers gegevens zouden hebben gemanipuleerd. Hoewel geen bewijs werd gevonden, hebben klimaatontkenners sedertdien de Amerikaanse wetgeving rond openbaarheid van bestuur gebruikt om klimaatwetenschappers te dwingen hun email-correspondentie publiek te maken, in de hoop daaruit bezwarend materiaal te kunnen putten. Klimaatwetenschappers zijn van oordeel dat deze vorderingen weliswaar ongefundeerd zijn, maar intussen wel kostbare tijd en middelen opslorpen. Federale wetenschappelijke ambtenaren zijn hiertegen beter gewapend. Maar met name de universitaire klimaatwetenschapper Michael Mann had herhaaldelijk te kampen met rechtszaken, niet alleen om zijn email-correspondentie op te vragen, maar ook om hem te kunnen beschuldigen van fraude bij het aanvragen van subsidies. Sommige klimaatwetenschappers vrezen voor een hetze in de stijl van het mccarthyisme uit de jaren 1950, nog versterkt door de anti-(klimaat)wetenschappelijke attitude van de regering-Trump. In de Verenigde Staten is zelfs een fonds opgericht om wetenschappers te ondersteunen in gerechtelijke procedures.

### Twijfel zaaien door financiering van klimaatsceptici
Verschillende bedrijven actief in de fossiele sector hebben zich actief ingezet om klimaat- en energiebeleid tegen te werken of af te zwakken. Daartoe werden PR-campagnes gevoerd, en wetenschappers betaald om resultaten te publiceren die in hun voordeel werken. Zo betaalde Koch Industries grote bedragen aan Willie Soon om onderzoek te publiceren waaruit zou blijken dat de zon de belangrijkste oorzaak is van klimaatverandering. Ook ExxonMobil en de American Petroleum Institute sponsorden hem. Er ontstond controverse omdat Soon deze sponsoring geheim hield bij zijn publicaties. In 2018 en 2019 financierde de Amerikaanse oliesector een miljoenencampagne van Energy in Depth waarmee voor de fossiele sector ongunstige klimaatwetenschap in vraag wordt gesteld.
Mother Jones-magazine maakte in mei 2005 bekend dat ExxonMobil meer dan 8 miljoen dollar had overgemaakt aan meer dan 40 denktanks, mediabedrijven en groeperingen van consumenten, burgerrechten en religieuze groepen die scepsis prediken over de klimaatverandering. Het tijdschrift publiceerde een uitgebreide lijst.
De precieze bronnen van financiering blijven vaak onduidelijk vanwege het Amerikaanse recht. Je kan als bedrijf je geld doorspelen aan een fonds dat geregistreerd staat als een goed doel en daarbij anoniem blijven. Veel conservatieve denktanks staan zo geregistreerd. Tussen 2000 en 2010 werd er $ 120 miljoen gedoneerd via zulke goede doelen aan groepen die twijfel zaaien over mensveroorzaakte klimaatverandering. Andere denktanks en prominente conservatieven die zich verzetten tegen een ingrijpend klimaatbeleid zijn, in de VS, The Heartland Institute, Committee for a Constructive Tomorrow (CFACT), Competitive Enterprise Institute (CEI), en Breitbart News; in Europa pro-Brexit sponsor Arron Banks, European Institute for Climate and Energy (EIKE), en de Britse Global Warming Policy Foundation.
In Nederland werd de hoogleraar fysische chemie Frits Böttcher jarenlang met grote bedragen gesponsord door bedrijven als KLM, Shell, Hoogovens, ING en twintig minder grote bedrijven. Het doel was om twijfel te zaaien over klimaatverandering en de rol van de mens daarin. Het onderzoekscollectief Follow the Money vond de bewijzen hiervoor in het nagelaten archief van de klimaatscepticus. Het ging om meer dan een miljoen in guldens, waarmee Böttcher zich de steun van twee medewerkers kon veroorloven en buitenlandse congressen kon organiseren. Böttcher zette aldus een internationaal netwerk van klimaatsceptici op en produceerde meerdere rapporten, boeken en opinie-artikelen, waarin hij onder andere schrijft dat het broeikaseffect niet bestaat en dat CO2 niet gevaarlijk, maar juist ‘goed voor planten’ is.
Door twijfelaars (twijfelzaaiers) aan mensveroorzaakte klimaatverandering wordt regelmatig beweerd dat ze geen financiering voor onderzoek kunnen krijgen vanwege hun opvattingen.

### Voorkennis in de olie- en energiesector
In 2015 kwamen twee onderzoeken uit naar hoe ExxonMobil het publieke debat over klimaatverandering beïnvloedde. Hieruit bleek dat hun eigen wetenschappers al 40 jaar lang het bestaan van mensveroorzaakte klimaatverandering erkenden en actief desinformatie verspreidden om hun bedrijfsmodel niet in gevaar te brengen. Hetzelfde jaar startte een gerechtelijk onderzoek naar deze beschuldigingen.
Uit meerdere onderzoeken is intussen gebleken dat de olie- en energiesector zelf al sedert de jaren 1950 door eigen onderzoek goed op de hoogte was van de nakende klimaatverandering:
- 1957: het onderzoek Radiocarbon Evidence on the Dilution of Atmospheric and Oceanic Carbon by Carbon from Fossil Fuels van Humble Oil, een voorloper van ExxonMobil, toont het verband aan tussen de uitstoot van koolstofdioxide door verbranding van fossiele brandstoffen en het klimaat.[87][88]
- 1959: op 4 november waarschuwde kernfysicus Edward Teller op een conferentie van het American Petroleum Institute ter gelegenheid van de honderdste verjaardag van de Amerikaanse olie-industrie dat de uitstoot van koolstofdioxide door verbranding van fossiele brandstoffen tegen de eeuwwisseling zou leiden tot opwarming van de Aarde, met als mogelijk gevolg het smelten van de ijskappen aan de pool.[89]
- 1960-1970: onderzoekers van de grote autobouwers GM en Ford rapporteerden dat auto's de klimaatcrisis versnelden. Maar toen er politieke druk kwam in de richting van uitstootreducties, deden de bedrijven er alles aan om die inspanningen te kelderen.[90]
- 1966: in augustus schreef James Garvey, voorzitter van de Bitumous Coal Research Inc. in Mining Congress Journal, een vakblad van de steenkoolindustrie: Er is bewijs dat de hoeveelheid CO2 in de atmosfeer snel toeneemt als gevolg van de verbranding van fossiele brandstoffen. Als het stijgingspercentage blijft… is voorspeld dat… grote veranderingen in het klimaat van de aarde… smelten van de ijskappen… overstroming van vele kuststeden, waaronder New York en Londen.[91]
- 1968: een door de olie-industrie zelf bestelde wetenschappelijke studie van het Stanford Research Institute bevestigde de waarschuwingen van Edward Teller uit 1959.[89][92]
- 1968: op de jaarlijkse conferentie van het Edison Electric Institute, de koepelorganisatie van de Amerikaanse energiebedrijven, waarschuwde Dr. Donald F. Hornig, wetenschappelijk adviseur van toenmalig president Lyndon B. Johnson voor de mogelijk catastrofale gevolgen van de massale verbranding van fossiele brandstoffen.[93][94]
- 1977: in juli wees James Black, chef-wetenschap van ExxonMobil, het directiecomité van de onderneming op de groeiende wetenschappelijke consensus rond de impact van de mens op de klimaatverandering, meer bepaald door het verbranden van fossiele brandstoffen.[30] Pas nadien startte de onderneming een campagne van desinformatie om de aandacht af te leiden. De onthullingen leidden in de VS tot een gerechtelijk onderzoek
- 1979 tot 1983 verzamelde het American Petroleum Institute een werkgroep van topwetenschappers uit de grote olie- en gasondernemingen zoals ExxonMobil, Texaco, Shell, en de voorlopers van wat later BP, ConocoPhillips en Chevron zou worden, om het wetenschappelijk onderzoek rond de klimaatopwarming op te volgen en intern door te geven.[95] Het team kreeg aanvankelijk de toepasselijke naam CO2 and Climate Task Force.[96]
- 1991: in de film Climate of Concern, waarvan het bestaan werd onthuld door De Correspondent, legde Shell haarfijn uit hoe verbranding van fossiele brandstoffen de wereld verwarmde en dat dit ernstige gevolgen kon hebben.[97] De film steunde wellicht op een reeds in 1988 gepubliceerd intern document van Shell, The Greenhouse Effect.[98]
- 2022: een documentaire van ARTE, Le système Total,[99] vermeldt een bedrijfsblad voor leidinggevenden van Total uit 1971, waarin de Franse geograaf François Durand-Dastès (1931-2021) de toenemende uitstoot van CO2 sedert de 19e eeuw beschrijft, en besluit: “Lucht die rijker is aan kooldioxide absorbeert dus meer straling en warmt meer op.” Hij voorspelt [tegen 2010] “een mondiale opwarming met 1° tot 1,5°C”, en een “catastrofale” zeespiegelstijging door de smelting van de ijskappen.[100]

### Lobbywerk vanuit de voedingsindustrie
Onderzoek van de New York-universiteit wees uit dat de belangrijkste Amerikaanse vlees- en zuivelbedrijven, samen met lobbygroepen voor vee en landbouw, van 2000 tot 2019 miljoenen dollars spendeerden aan campagnes tegen klimaatactie, en het zaaien van twijfel over het verband tussen veeteelt en klimaatverandering.